# Maimuță
Maimuța (din neogreacă - μαϊμού) este un animal mamifer din ordinul primatelor, grupă care se subîmparte în subordinele Anthropoidea, Simiae, Haplorhini și Strepsirhini. Din punct de vedere biologic omul este considerat un primat înrudit cu maimuța, cu care, după teoria lui Darwin, are un strămoș comun. Maimuțele trăiesc în Asia, Africa și America de Sud, fiind cunoscute peste 170 de specii.

## Etimologie
Cuvântul maimuță a ajuns în limba română din neogreacă - μαϊμού (maïmoú), provenind din limba turca otomană: میمون (maymun). În limba turcă acest cuvânt a pătruns din limba arabă مَيْمُون (maymūn, cu referire la babuin, mandril).

## Mitologie
Maimuța a jucat în mitologia unor popoare un rol important, de exemplu în India, Egiptul antic, Polinezia, unde era zeificată. În religia budistă, simbolul celor trei maimuțe care nu aud nu văd și nu spun nimic, este cunoscut și în Europa. În mitologia romană sau mitologia greacă maimuța este însoțitorul zeului focului Hephaistos/Vulcanus.
„Mizaru Iwazaru kikazaru” (care înseamnă „nu văd, nu vorbesc, nu aud”") sau „cele trei maimuțe înțelepte” sunt venerate în folclorul japonez.